# Горивиці (Личьовська волость, поблизу Липця)
Горивиці (рос. Горивицы) — присілок в Великолуцькому районі Псковської області Російської Федерації.
Населення становить 13 осіб. Входить до складу муніципального утворення Личьовська волость.

## Історія
Від 2014 року входить до складу муніципального утворення Личьовська волость.

## Населення
| 2001 | 2002 | 2010 |
| ---- | ---- | ---- |
| 37   | ↗46  | ↘13  |